# Mirfield
Mirfield – miasto w Kirklees, West Yorkshire, Anglia. Znajduje się pomiędzy głównymi drogami Huddersfield, Dewsbury i Wakefield. Ludność miasta wynosi 18.620.

## Znani ludzie
Z Mirfield pochodzą:
- Henry Brailsford, dziennikarz
- Brian Robinson, pierwszy Brytyjczyk, który zwyciężył w etapie Tour de France
- Patrick Stewart, aktor, znany odtwórca roli Jeana-Luca Picards w Star Trek: Następne pokolenie
- Gemma Nelson, artystka

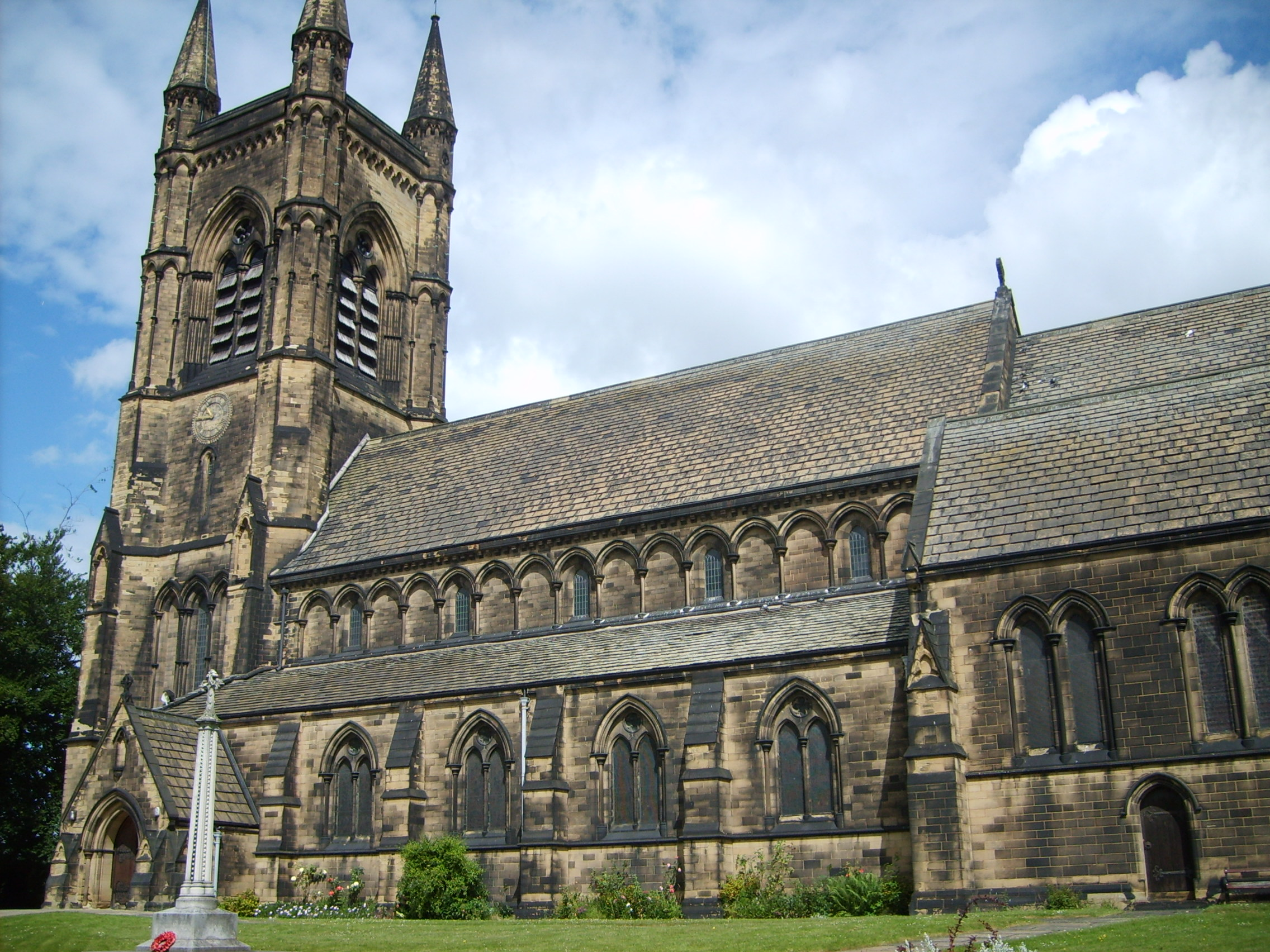
Kościół St Mary's, zaprojektowany przez by sir George'a Gilberta Scotta
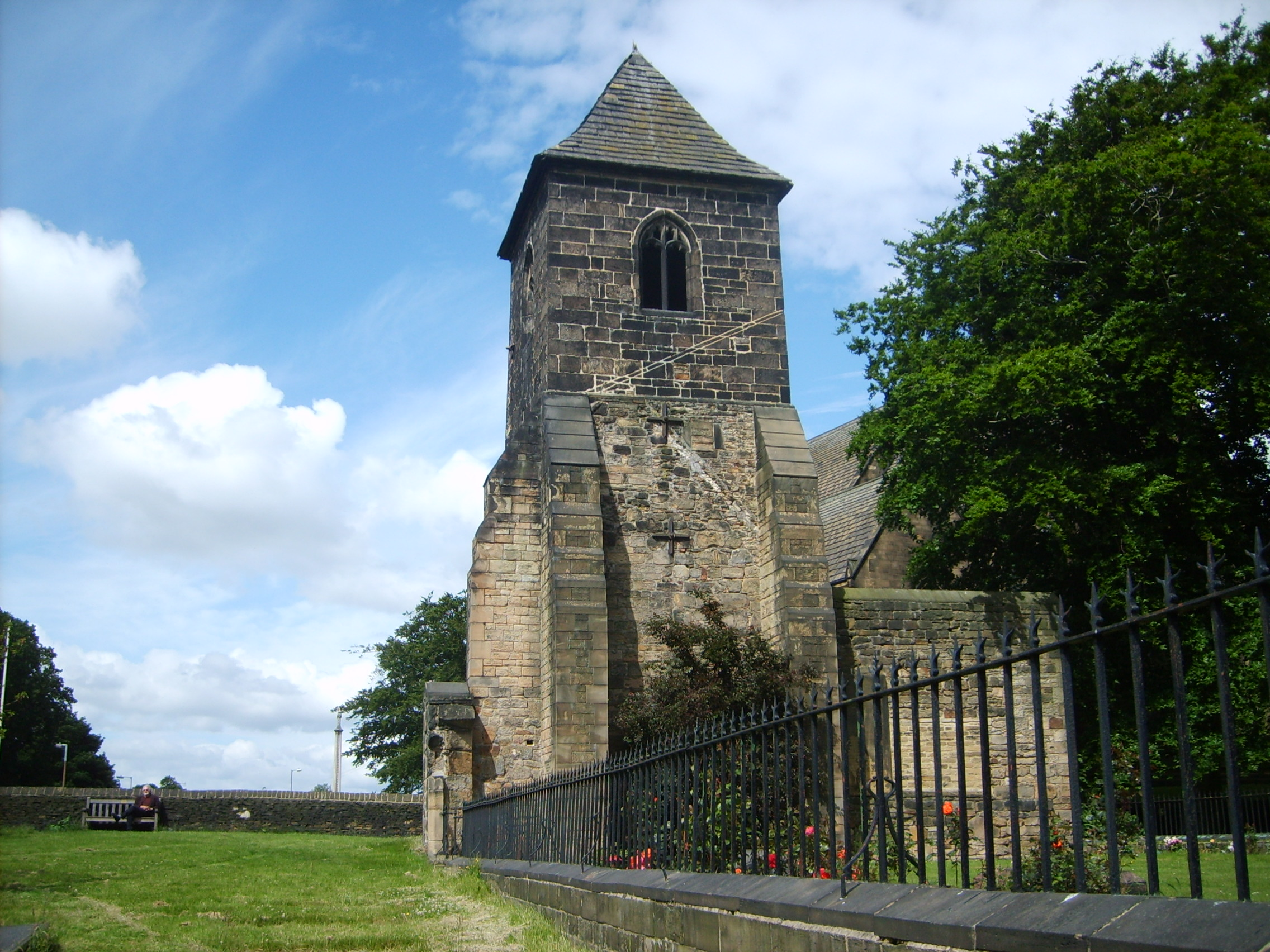
Wieża kościoła St. Mary's z 1826